# Championnats du monde de ski de vitesse 2003
Navigation
2001 Breuil-Cervinia 2005 Breuil-Cervinia
Les Championnats du monde de ski de vitesse 2003 se sont déroulés du 26 au 29 mars 2003 à Salla (Finlande) sous l'égide de la fédération internationale de ski (FIS).

## Organisation
Ces championnats du monde sont en concurrence avec les championnats du monde Pro initiés en 1994 par l'association France Ski de vitesse, qui se disputent sur les pistes les plus rapides, où les concurrents dépassent les 200 km/h.
Ils se déroulent en une course unique sur la piste de Salla.
| Nom                | Salla       |
| Altitude de départ | 446 m       |
| Altitude d’arrivée | 249 m       |
| Dénivellation      | 197 m       |
| Longueur totale    | 590 m       |
| Longueur utile     | à compléter |
| Pente maximum      | à compléter |
| Pente moyenne      | 31,8 %      |

## Podiums

### Hommes
| Épreuves   | Or               | Argent          | Bronze      |
| ---------- | ---------------- | --------------- | ----------- |
| S1         | Jukka Viitasaari | John Hembel     | Marc Poncin |
| S1 Juniors | Bastien Montès   | Philippe Gabail |             |

### Femmes
| Épreuves   | Or                  | Argent        | Bronze          |
| ---------- | ------------------- | ------------- | --------------- |
| S1         | Jaana Viitasaari    | Tracie Sachs  | Kati Metsäpelto |
| S1 Juniors | Hannamiina Tanninen | Anaïs Bruzaud |                 |

## Résultats détaillés

### Hommes S1
| \| Rang \| Skieur \| Vitesse \| \| ------------------ \| ---------------- \| ----------- \| \| Médaille d'or \| Jukka Viitasaari \| 167,91 km/h \| \| Médaille d'argent \| John Hembel \| 167,11 km/h \| \| Médaille de bronze \| Marc Poncin \| 166,86 km/h \| \| 4 \| Roger Wickman \| 166,76 km/h \| \| 5 \| Nigel Brockton \| 166,72 km/h \| \| 6 \| Matias Hautala \| 165,96 km/h \| \| 7 \| Niko Isoniemi \| 165,13 km/h \| \| 8 \| Jyrki Jokipii \| 165,34 km/h \| \| 9 \| Cesare Pedrazzo \| 165,28 km/h \| \| 10 \| Reid Millar \| 165,17 km/h \| |                  |             |
| Rang | Skieur           | Vitesse     |
| Médaille d'or | Jukka Viitasaari | 167,91 km/h |
| Médaille d'argent | John Hembel      | 167,11 km/h |
| Médaille de bronze | Marc Poncin      | 166,86 km/h |
| 4 | Roger Wickman    | 166,76 km/h |
| 5 | Nigel Brockton   | 166,72 km/h |
| 6 | Matias Hautala   | 165,96 km/h |
| 7 | Niko Isoniemi    | 165,13 km/h |
| 8 | Jyrki Jokipii    | 165,34 km/h |
| 9 | Cesare Pedrazzo  | 165,28 km/h |
| 10 | Reid Millar      | 165,17 km/h |

### Femmes S1
| \| Rang \| Skieuse \| Vitesse \| \| ------------------ \| ------------------- \| ----------- \| \| Médaille d'or \| Jaana Viitasaari \| 164,60 km/h \| \| Médaille d'argent \| Tracie Sachs \| 162,01 km/h \| \| Médaille de bronze \| Kati Metsäpelto \| 161,12 km/h \| \| 4 \| Virve Makela \| 160,06 km/h \| \| 5 \| Sanna Tidstrand \| 159,33 km/h \| \| 6 \| Linda Baginski \| 159,33 km/h \| \| 7 \| Hannamiina Tanninen \| 158,65 km/h \| \| 8 \| Elena Banfo \| 157,30 km/h \| \| 9 \| Anaïs Bruzaud \| 156,78 km/h \| \| 10 \| Kaori Tamura \| 154,74 km/h \| |                     |             |
| Rang | Skieuse             | Vitesse     |
| Médaille d'or | Jaana Viitasaari    | 164,60 km/h |
| Médaille d'argent | Tracie Sachs        | 162,01 km/h |
| Médaille de bronze | Kati Metsäpelto     | 161,12 km/h |
| 4 | Virve Makela        | 160,06 km/h |
| 5 | Sanna Tidstrand     | 159,33 km/h |
| 6 | Linda Baginski      | 159,33 km/h |
| 7 | Hannamiina Tanninen | 158,65 km/h |
| 8 | Elena Banfo         | 157,30 km/h |
| 9 | Anaïs Bruzaud       | 156,78 km/h |
| 10 | Kaori Tamura        | 154,74 km/h |